# Sergueï Krikaliov
Sergueï Konstantinovitch Krikaliov (en russe : Сергей Константинович Крикалёв) est un cosmonaute soviétique puis russe, né le 27 août 1958, à Léningrad. Avec six vols à son actif, dont deux séjours prolongés dans la station Mir et deux séjours dans la Station spatiale internationale, il détenait le record de durée de séjour dans l'espace en temps cumulé (803 jours) avant d'être détrôné par Guennadi Padalka en 2015 (879 jours). Il est devenu en 2007 le vice-président de RKK Energia responsable des vols spatiaux habités. Sergueï Krikaliov a fait partie de l'équipe russe qui a remporté le titre de champion du monde par équipe de voltige aérienne en 1997.

## Biographie
Après avoir suivi une formation d'ingénieur en mécanique, il est recruté en 1981 par RKK Energia, la société qui construit les vaisseaux et les lanceurs Soyouz utilisés par les vols spatiaux habités soviétiques. Il participe à l'amélioration des équipements de vol spatial, développe des méthodes d'opérations dans l'espace, et participe aux missions de contrôles au sol. En 1985 lorsque la station Saliout 7 a des problèmes, il participe à la mission de secours, développant des procédures pour s'arrimer avec la station en panne et réparer le système de bord.
Krikaliov est sélectionné en tant que cosmonaute en 1985, il termine sa formation en 1986, et, pendant un certain temps, est assigné au programme Bourane. Début 1988, il commence à s'entraîner pour son premier vol de longue durée à bord de la station spatiale Mir. Cette formation inclut des préparations pour au moins six EVA (sortie extravéhiculaire), installation d'un nouveau module, le premier essai de la nouvelle unité de manœuvre équipée (MMU), et la préparation de la deuxième coopération franco-soviétique. En 2009, Sergueï Krikaliov, qui est l'astronaute le plus expérimenté de l'histoire de l'espace, devient le directeur de la cité des étoiles à Moscou. Cette nomination coïncide avec le changement de statut de cette institution ainsi que du centre d'entrainement Youri Gagarine qui en passant de la tutelle du ministère de la défense à celui de la recherche deviennent des structures civiles.

## Missions

### Premier séjour à bord de Mir (1988-1989)
Soyouz TM-7 est lancé le 26 novembre 1988, avec Krikaliov comme ingénieur de vol, le commandant Alexander Volkov, et l'astronaute français Jean-Loup Chrétien. L'équipage précédent (Vladimir Titov, Moussa Manarov, et Valeri Poliakov) est resté dans la station Mir pendant encore vingt-cinq jours, marquant la plus longue période où un équipage de six personnes avait été en orbite. Après que l'équipage précédent est revenu sur la Terre, Krikaliov, Poliakov, et Volkov ont continué à effectuer des expériences à bord de la station Mir. L'arrivée de l'équipage suivant ayant été retardée, ils ont préparé Mir pour une période sans occupant avant le retour sur Terre le 27 avril 1989.

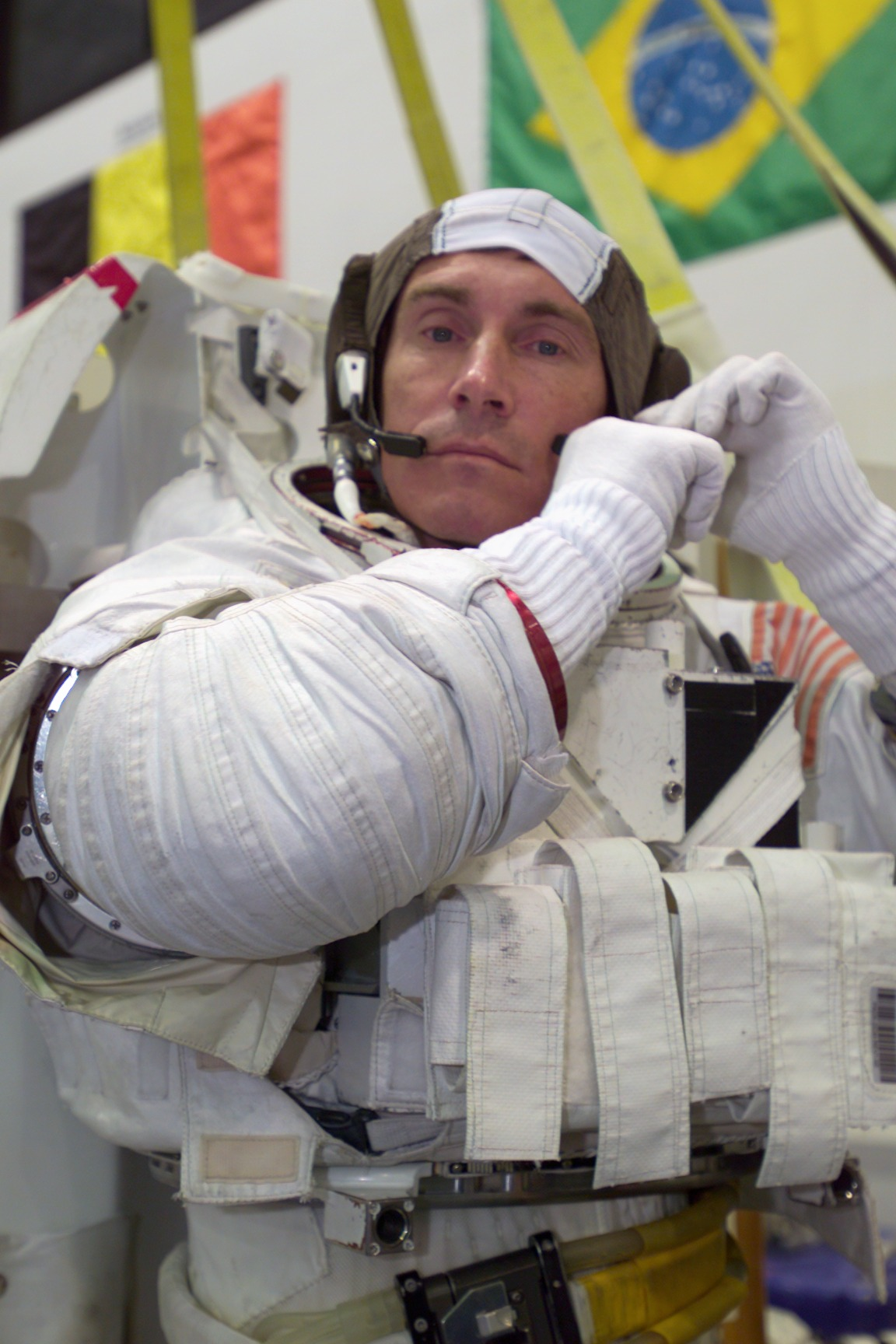
Sergueï Krikaliov enfilant une combinaison spatiale pour une sortie extravéhiculaire.

### Deuxième séjour à bord de Mir (1991-1992)
Soyouz TM-12. En avril 1990, Krikaliov fait partie de l'équipage de secours de la huitième mission MIR, qui comprend cinq EVA et une semaine d'opérations conjointes avec les Japonais. En décembre 1990, Krikaliov commence à s'entraîner pour la neuvième mission MIR qui comprend 10 EVA. Soyouz TM-12 est lancé le 19 mai 1991, avec Krikaliov comme ingénieur de vol, le commandant Anatoli Artsebarski, et l'astronaute britannique Helen Sharman. Sharman revient sur Terre au bout d'une semaine, alors que Krikaliov et Artsebarski restent dans Mir. Pendant l'été, ils effectuent six EVA pour exécuter une série d'expériences et quelques tâches d'entretien de la station. En juillet 1991, Krikaliov accepte de rester dans Mir comme ingénieur de vol pour le prochain équipage, programmé en octobre car les deux vols suivants avaient été réduits à un. Le poste d'ingénieur sur le vol Soyouz TM-13 du 2 octobre 1991 est occupé par Toktar Aubakirov, un astronaute de la RSS kazakhe, qui n'avait pas été formé pour une mission de longue durée. Lui et Franz Viehbok (le premier astronaute autrichien) retournent sur Terre avec Artsebarski le 10 octobre 1991 par le vol Soyouz TM-12. Le commandant Alexandre Volkov reste à bord avec Krikaliov. Après le remplacement de l'équipage en octobre, Volkov et Krikaliov continuent à mener les expériences à bord de Mir et réalisent une autre EVA avant le retour sur Terre le 25 mars 1992 par le vol Soyouz TM-13.

### MissionSTS-60
En octobre 1992, la NASA annonce qu'un cosmonaute expérimenté volerait à bord d'une future mission de la navette spatiale. Krikaliov est l'un de deux candidats retenus par l'agence russe. En avril 1993, il est affecté en tant que spécialiste principal à la mission. En septembre 1993, Vladimir Titov est choisi pour voler sur STS-63 avec Krikaliov en tant que doublure. Krikaliov vole sur STS-60, la première mission de coopération entre les États-Unis et la Russie. STS-60 est le deuxième vol du Space Habitation Module-2 (Spacehab-2), et le premier vol du Wake Shield Facility (WSF-1). Pendant la mission de huit jours, l'équipage de la navette spatiale Discovery conduit une grande variété d'expériences sur la science des matériaux, sur le service de bouclier de sillage et dans le Spacehab, l'observation de la Terre, et des expériences de biologie. Krikaliov s'occupe principalement du système de télémanipulation (RMS) pendant le vol. Après 130 orbites autour de la Terre représentant 3 439 705 milles, STS-60 atterri au Kennedy Space Center (Floride) le 11 février 1994. Krikaliov revient en Russie pour faire profiter de son expérience américaine sur STS-60. Périodiquement il revient au Johnson Space Center à Houston pour travailler avec le CAPCOM comme contrôleur au sol sur des missions américano-russes. Il a notamment participé à STS-63, STS-71, STS-74 et STS-76.

### MissionSTS-88
Krikaliov vole sur la navette spatiale Endeavour pour la mission STS-88 du 4 au 15 décembre 1998 qui est la première mission d'assemblage de la station spatiale internationale. Pendant la mission de douze jours le module Unity a été joint au module Zarya. Deux membres d'équipage ont exécuté trois sorties extravéhiculaires pour relier des câbles et pour attacher des outils pour de futures EVA. Les opérations ont également concerné l'équipement IMAX Cargo Bay Camera (ICBC), et le déploiement de deux satellites, Mighty Sat 1 et SAC-A. La mission a été accomplie en 283 heures et 18 minutes.

### Expédition 1
Krikaliov fait partie de l'équipage de l'expédition 1. Ils décollent le 31 octobre 2000 à bord de Soyouz TM-31 du Cosmodrome de Baïkonour, s'arrimant avec succès à la station le 2 novembre 2000. Pendant leur séjour dans la station, ils ont préparé l'intérieur de l'avant-poste orbital pour de futurs équipages. Ils ont également agrandi la station avec l'installation de la structure solaire et du module de laboratoire Destiny. Ils laissent la station à l'équipage de STS-102, quittant la station le 18 mars, et retournant au centre spatial Kennedy (Floride) le 21 mars 2001.

### Expédition 11
Il retourne en orbite à bord du vaisseau Soyouz TMA-6 pour prendre le commandement de l'ISS dans le cadre l'expédition 11. Lancé le 15 avril 2005, le vaisseau Soyouz s'arrime à l'ISS le 17 avril. La mission dure jusqu'au 11 octobre 2005.
En six missions spatiales, Krikaliov a séjourné 803 jours, 9 heures et 39 minutes dans l'espace, battant (provisoirement) le record de 748 jours détenu auparavant par Sergueï Avdeïev.

## Nationalité
L'histoire retiendra également de lui qu'il fut, à ce jour, un des deux seuls cosmonautes (avec Alexandre Volkov) ayant changé de nationalité en cours de vol. En effet, parti le 18 mai 1991 sur le vol Soyouz TM-12 en tant que citoyen de l'Union soviétique, il atterrit le 25 mars 1992 en tant que citoyen russe, l'URSS ayant été entre-temps dissoute,,.
Le mensuel Science & Vie titra à son sujet, avec humour, dans son no 895 : "Le premier extra-terrestre", tandis que le réalisateur roumain Andrei Ujică reviendra sur cet épisode historique de la conquête spatiale dans son film Out of the Present (1995).

## Photographies

Krikaliov en mission dans la Station spatiale internationale
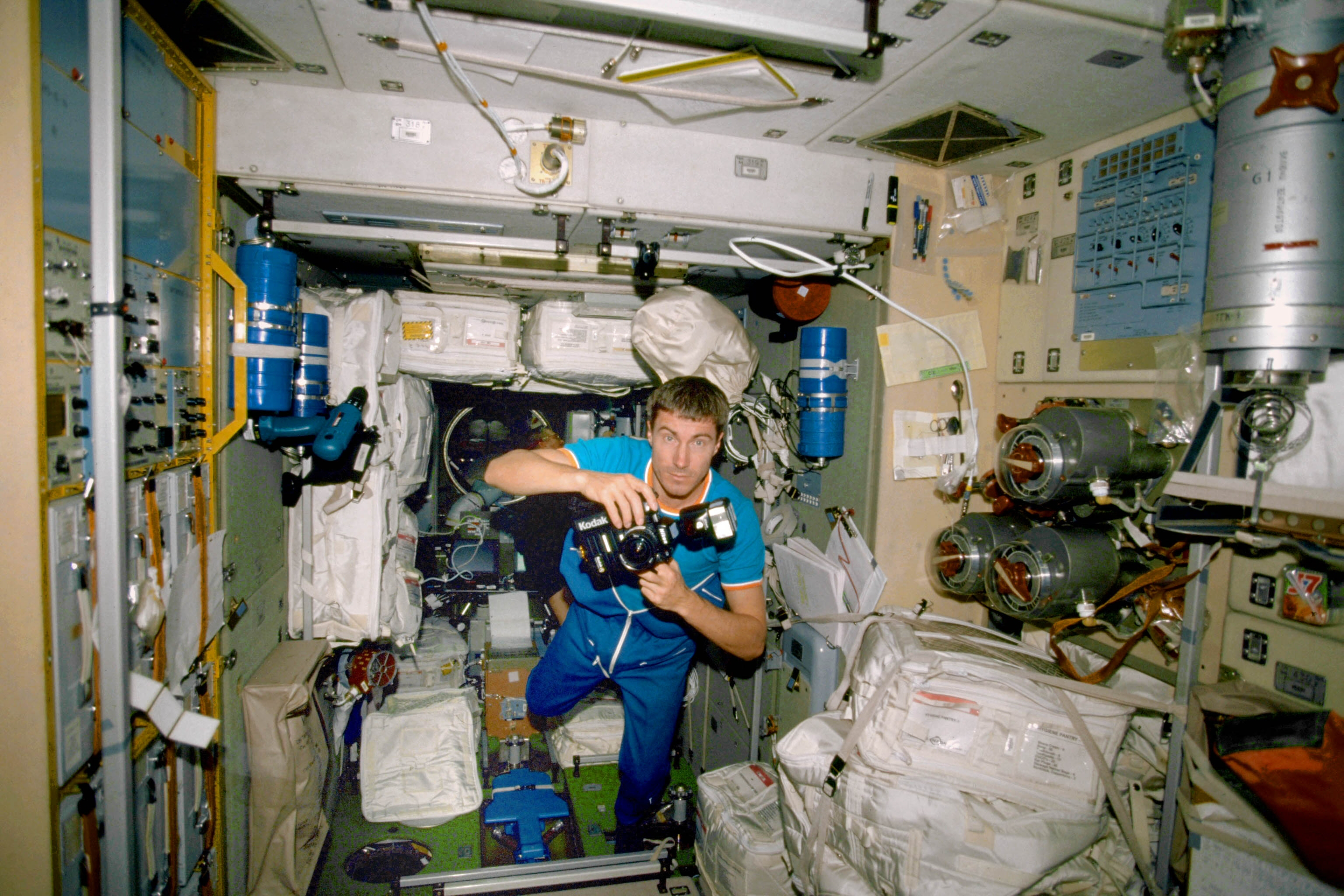
Durant l'expédition 1 dans le module Zvezda de la Station spatiale internationale.
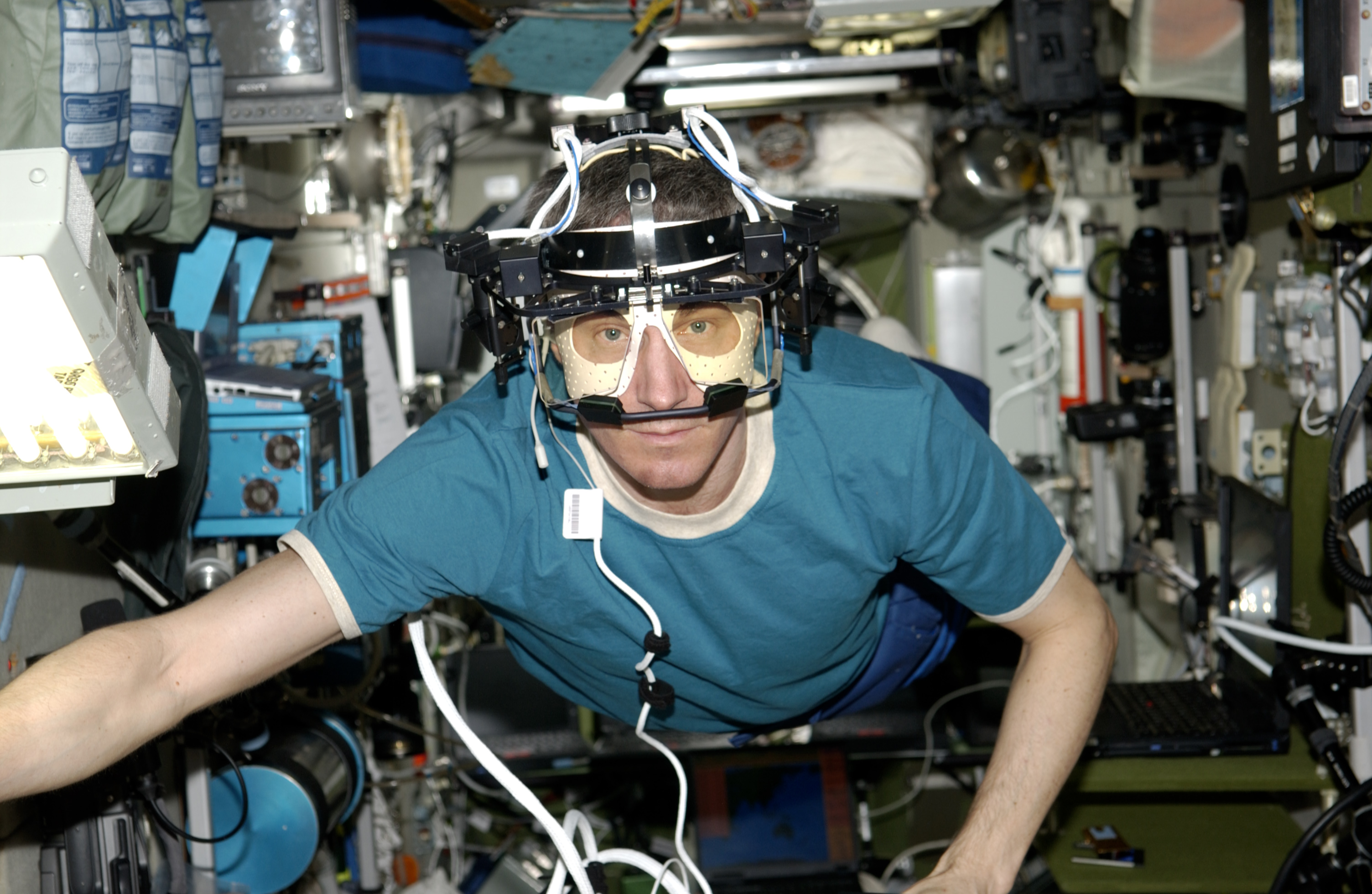
Expérience biologique dans la station spatiale durant l'expédition 11.
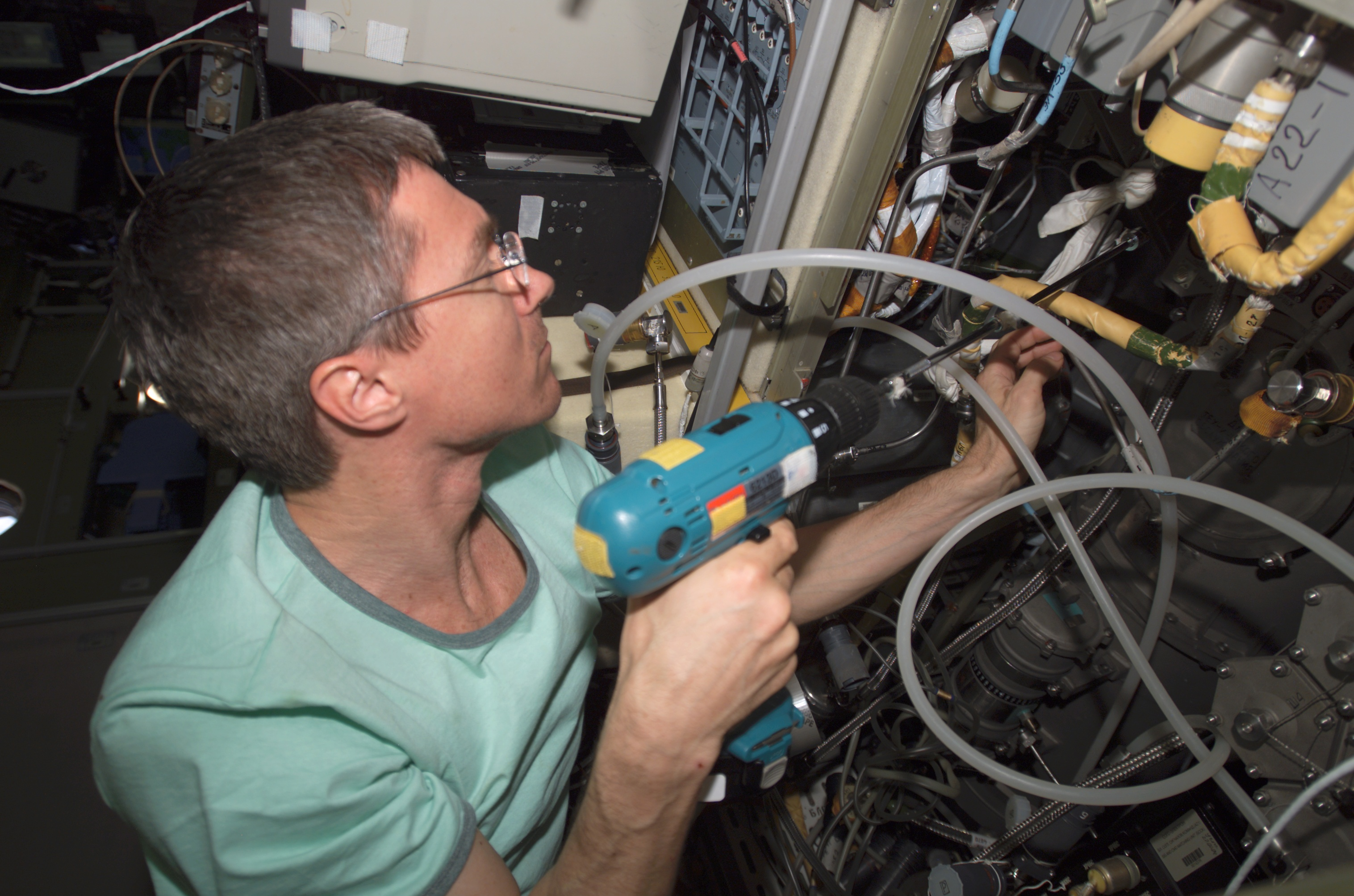
Réparation du générateur d'oxygène de la station spatiale durant l'expédition 11.